# Kostel svatého Jakuba Staršího (Louchov)
Kostel svatého Jakuba Staršího v Louchově patří k nejstarším dochovaným kostelům v Krušných horách. Jedná se o římskokatolický kostel zasvěcený svatému Jakubu Staršímu, který se nachází v Louchově, části obce Domašín v okrese Chomutov v Ústeckém kraji. Kostel stojí v areálu hřbitova u rozcestí v jižní části vsi a je chráněn jako kulturní památka.

## Historie
Kostel vznikl ve druhé polovině 13. století, a to pravděpodobně koncem jeho šedesátých let, kdy král Přemysl Otakar II. daroval louchovský dvůr společně se vsí Vernéřov saskému cisterciáckému klášteru v Grünhainu. Jiné zdroje kladou vznik kostela méně přesně do druhé poloviny třináctého století. Vznik ve druhé polovině třináctého století je doložen stavebně historickým průzkumem. Kostel se nacházel u významné obchodní cesty, která zde vedla patrně až do poloviny čtrnáctého století. V majetku kláštera zůstal Louchov až do první poloviny šestnáctého století, kdy klášter zanikl. Samotný kostel i s vesnicí byl dán řádem do zástavy pánům z Šumburka již v první polovině 14. století. Šumburkové poté prodali Louchov společně s polovinou města Přísečnice roku 1446 Hasištejnským z Lobkovic a roku 1490 se při dělení rodového majetku dostal do držení Bohuslava Hasištejnského z Lobkovic. V kostele se nachází hrob (kenotaf) zakladatele rodu Lobkoviců Mikuláše I. Chudého z Lobkovic a i Bohuslava Hasištejnského z Lobkovic. Oba byli pohřbeni původně v kostele svatého Mikuláše v Přísečnici, který se nacházel jen pět kilometrů od tohoto místa a který je již zbourán a místo potopeno na dně vodní nádrže Přísečnice. Oba kostely byly velmi obdobné a nacházely se v majetku obou významných Lobkoviců.
První písemná zmínka o farním kostele v Louchově je až z roku 1352, kdy je kostel již uváděn jako velmi chudý a osvobozený od papežského desátku. Od šestnáctého století se v Krušných horách šířil protestantismus, a zdejší farnost proto roku 1623 zanikla. Nová katolická lokálie zde byla zřízena při církevní reformách Josefa II. v roce 1794 a farnost obnovena až roku 1853. Samotný kostel prošel pozdně gotickou přestavbou, kdy patrně vznikla i mohutná zeď a tak společně i se zachovalými prvky aktivní obrany lze kostel řadit mezi tzv. opevněné kostely. V období baroka byl kostel upraven a byla prodloužena loď. V roce 1720 byly barokně upraveny interiéry. Po letech zanedbávání údržby je ve špatném stavu: v roce 2011 se zřítila střecha, omítky jsou poškozené a ve zdivu se objevují praskliny.
V roce 2020 byl majitelem kostela Aleš Olbram Hoffmann.

## Popis
Kostel je jednolodní stavba na obdélném půdorysu. Na východě ji uzavírá mírně lichoběžníkový presbytář, ke kterému je ze severu připojena valeně zaklenutá sakristie. Vnitřní rozměry lodi s trámovým stropem jsou 12,3 × 6,3 m. V její západní části a u severní zdi jsou zbytky dvou dřevěných kůrů. Presbytář s valenou klenbou je ve východní zdi prolomen gotickým lomeným oknem. Kostel je přístupný portálem v jižní zdi s troskami předsíně. Zařízení kostela se nedochovalo. K vybavení kostela patřila dřevořezba svatého hrobu od Ernsta Hollitzera.

## Galerie

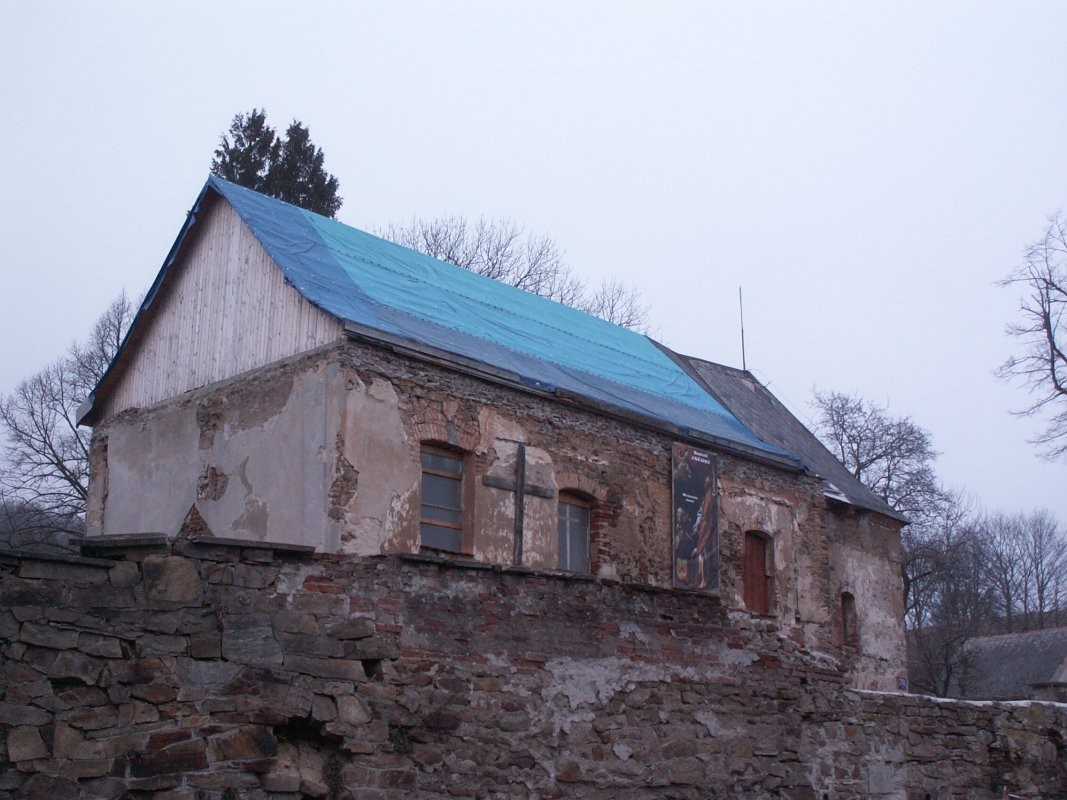
Provizorní zastřešení
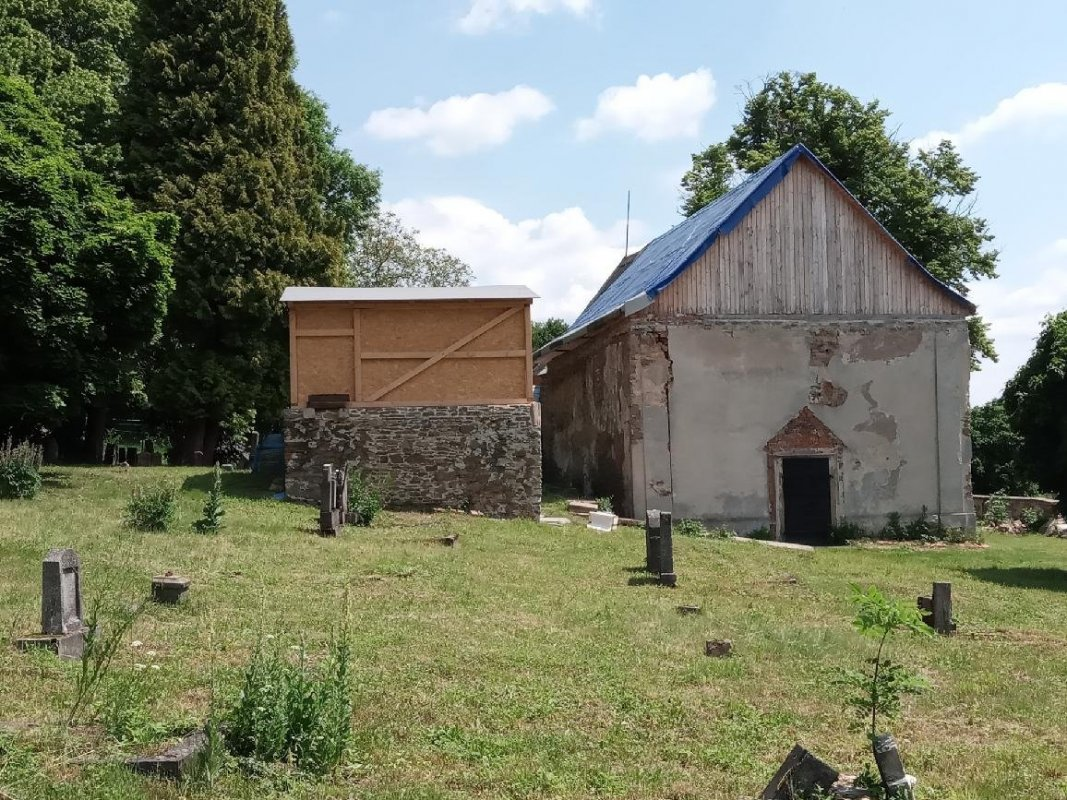
Západní průčelí
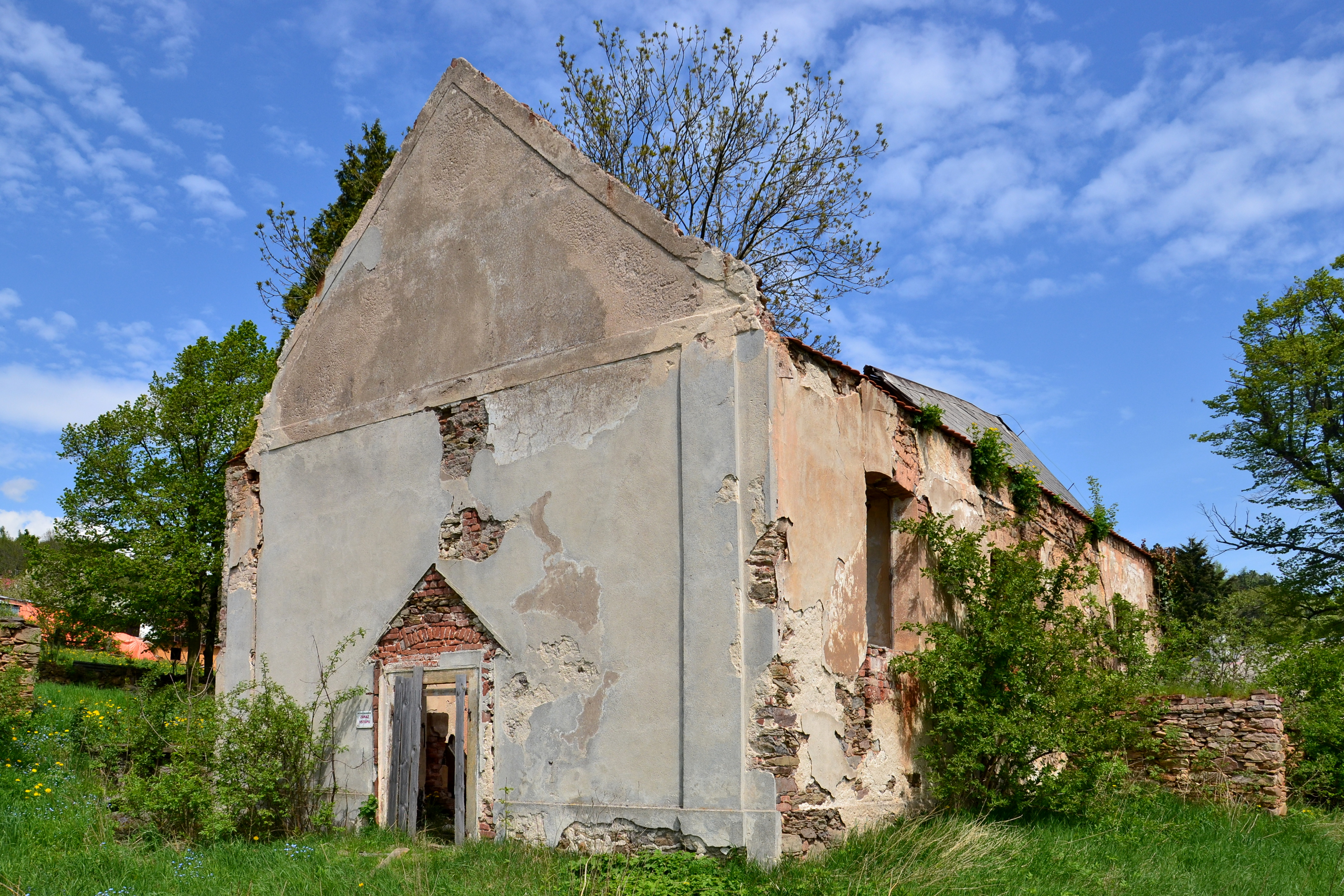
Západní průčelí
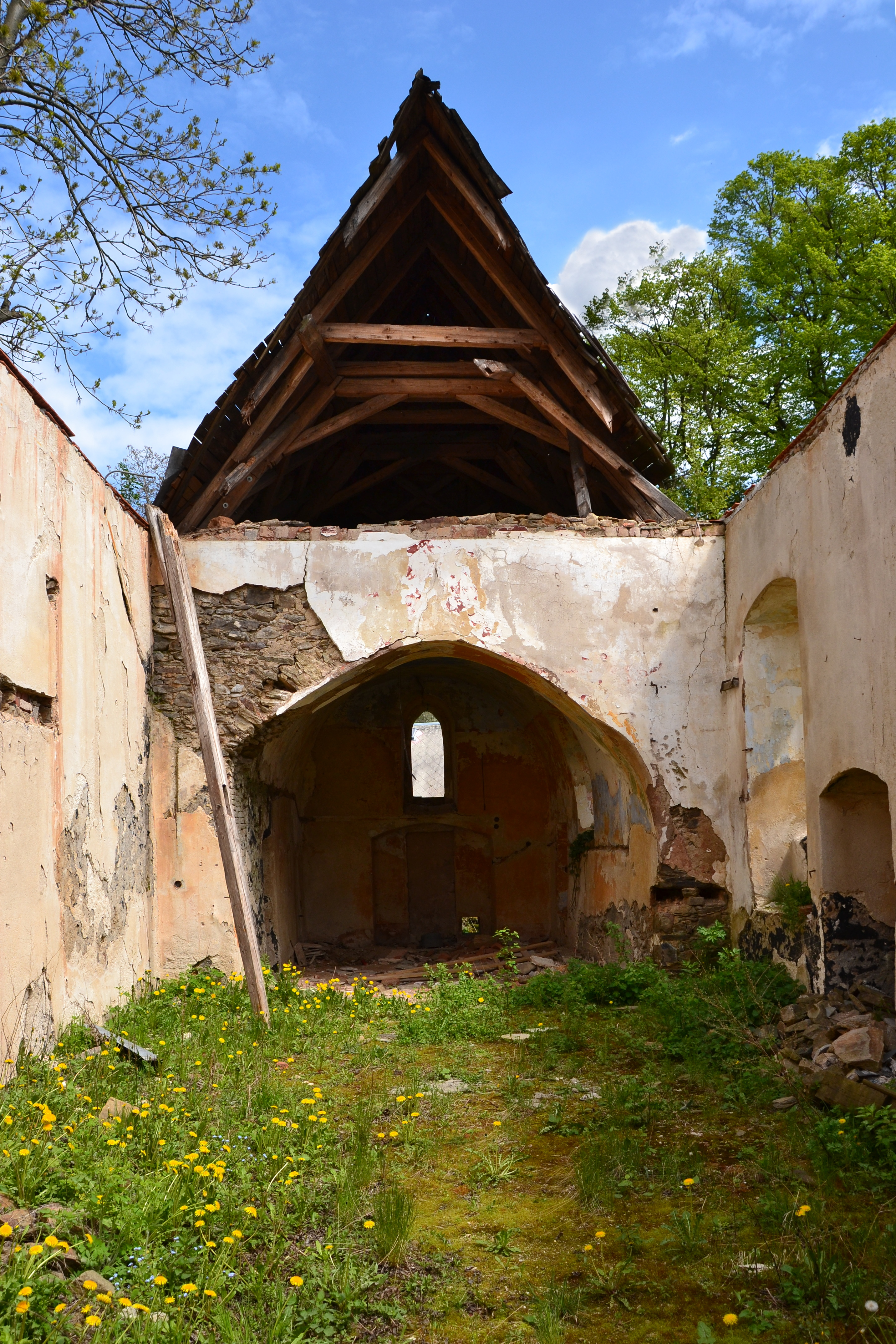
Chrámová loď se zbytkem střechy
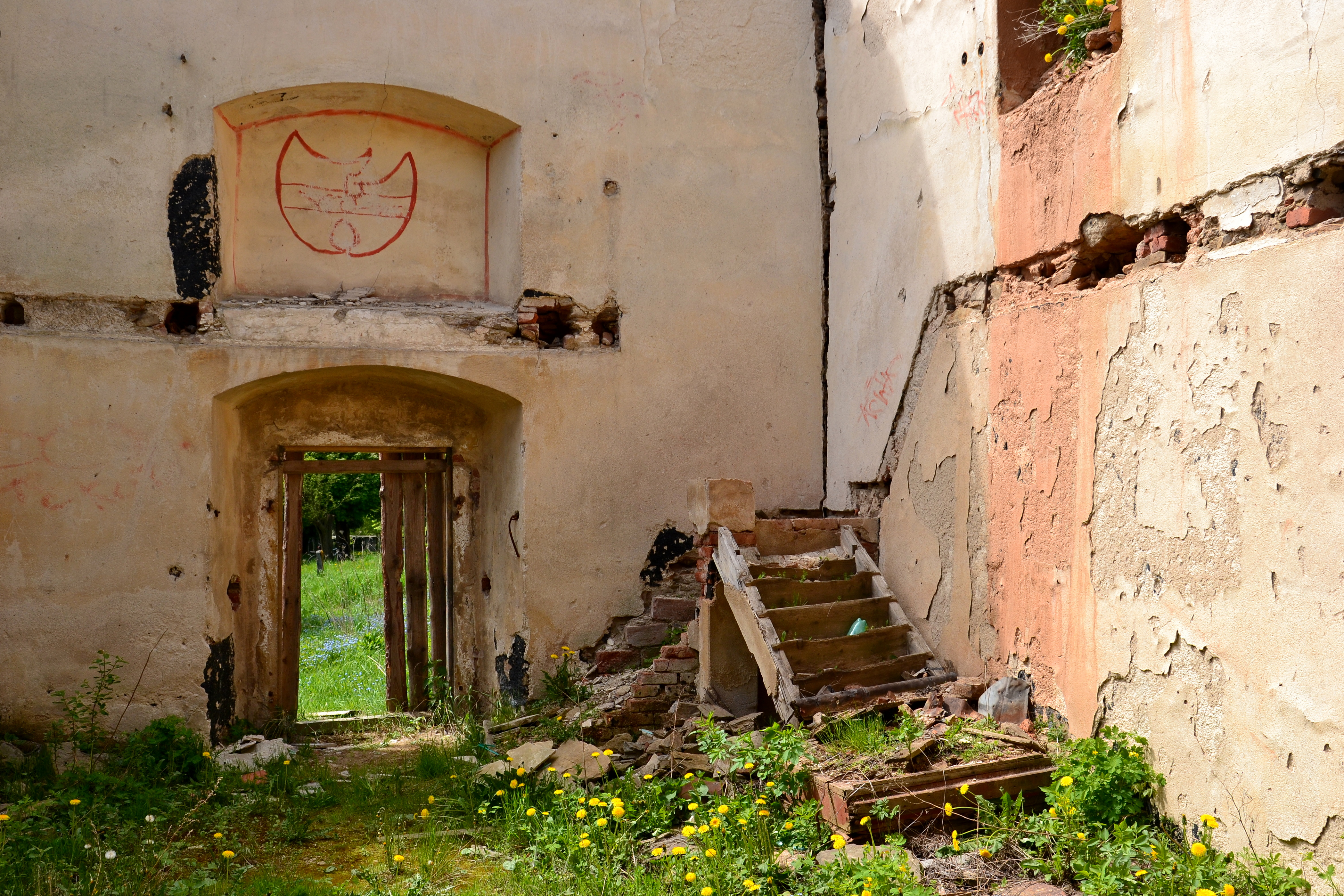
Západní část chrámové lodi
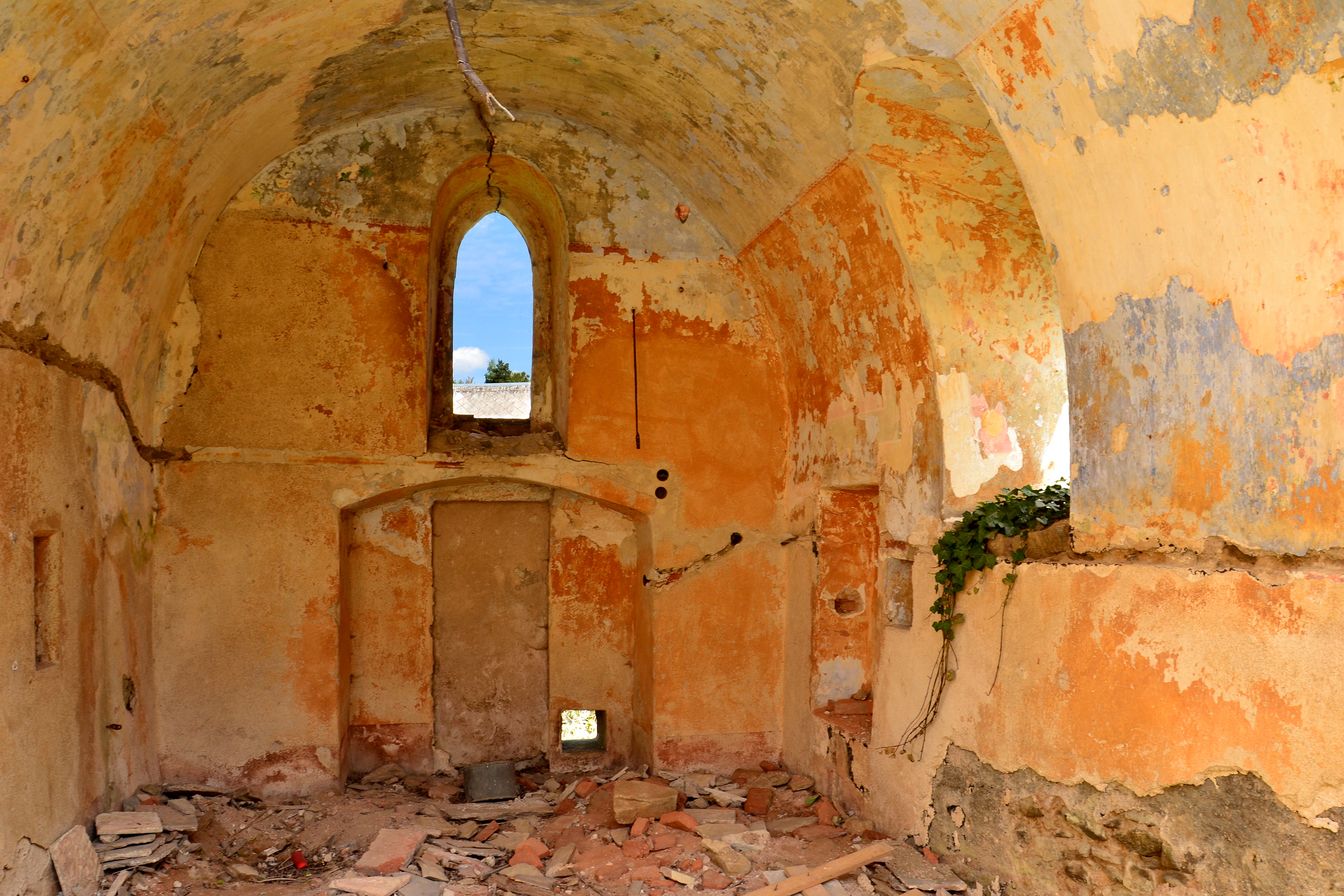
Kněžiště
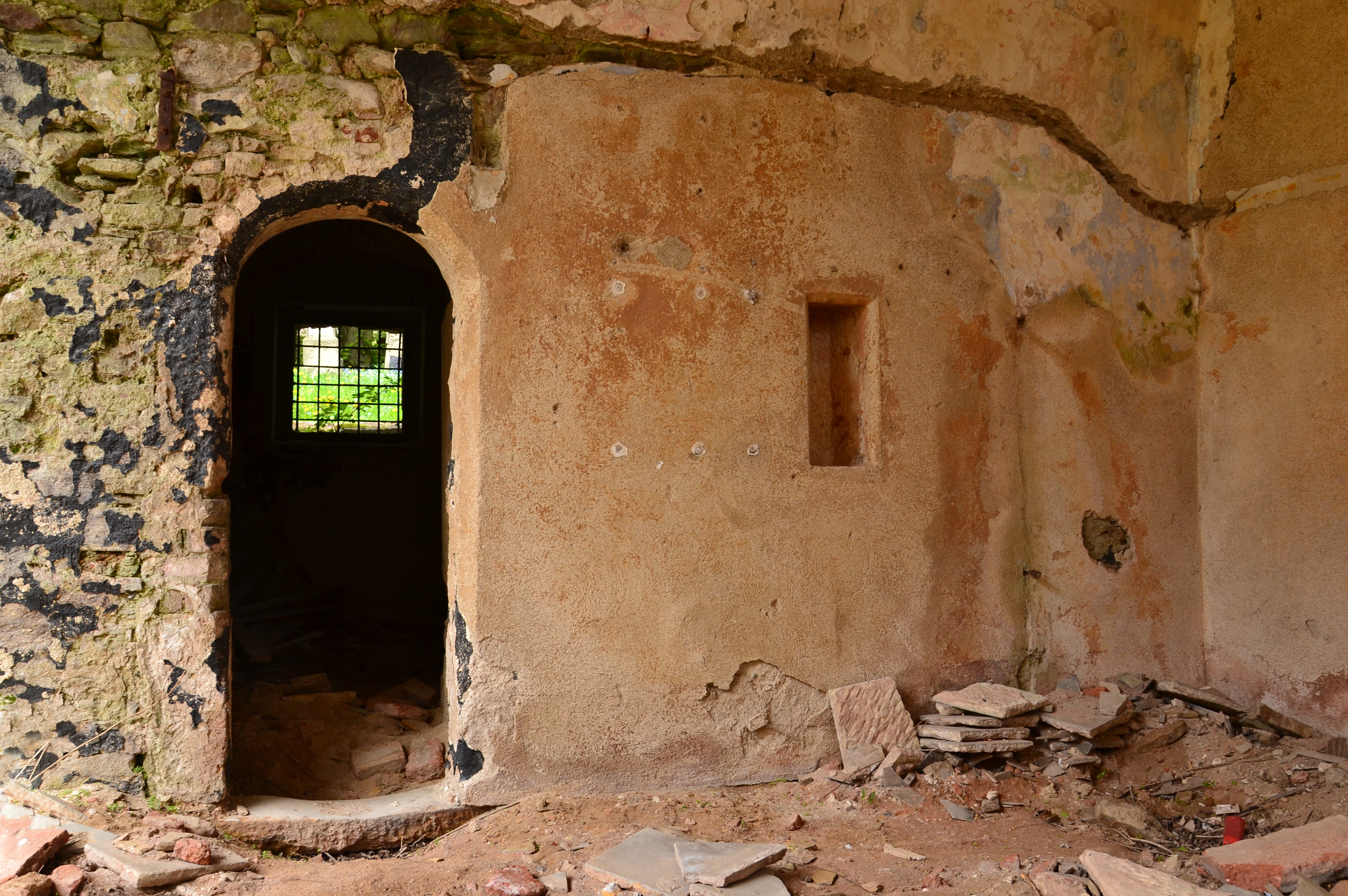
Vstup do sakristie